# Madonna Hertz
La Madonna col Bambino è un dipinto eseguito da Giulio Romano tra il 1522 e il 1523 e conservato nella Galleria Nazionale di Arte Antica di Palazzo Barberini a Roma.
La piccola tavola, eseguita per un committente privato, ha preso il nome di Madonna Hertz in seguito alla cessione dell'opera alla Galleria Barberini nel 1915 da parte di Enrichetta Hertz.
Nel dipinto si staglia la Vergine seduta mentre sorregge sul grembo il Bambino benedicente con il ventre rigonfio all'interno di un appartamento domestico in cui si profilano alcuni dettagli minuti, come il tendaggio illuminato sulla sinistra sospeso su un caminetto in penombra e una porta spalancata in fondo a destra che apre a un piccolo corridoio fiocamente illuminato sul cui pavimento incede una colomba, simbolo di purezza e castità. I corpi della Vergine e del Bambino sono irradiati da una luce che si distende dalla sinistra delineando il volto delicato della Madonna ammantato da un velo di lino bianco che ricade da entrambi i lati e da cui si intravede la pettinatura. Il Bambino apre la bocca giocosamente protendendo le gambe paffute sopra il ginocchio della Madre e affondando nelle pieghe del suo abito, mentre Maria armeggia a sua volta le braccia del Figlio quasi ad offrirlo alla curiosità dello spettatore. Maria e il Bambino retrocedono dietro lo sguardo dello spettatore, non costituendo l'elemento normativamente valido della scenetta ma fungendo come raccordo con lo spazio pittorico, entrando a far parte da componenti dell'ambiente circostante. La ripartizione del fondo in un angolo buio e in un'altra metà squarciata e in cui si intrufola la luce a comunicare con un altro ambiente interno per suggerire la profondità spaziale contrassegna anche altre opere di destinazione privata eseguite da Giulio, come la Madonna della gatta, ora conservata nelle Gallerie di Capodimonte.
Sulle carni del Bambino seduto in equilibrio precario tra le gambe della Madre si configura il riflesso della luce che conferisce una vitalità carnale al moto del piccolo che sfrega con la sua nudità palpitante contro il manto della Madre.